# Varicorhinus platystomus
Varicorhinus platystomus är en fiskart som beskrevs av Pappenheim, 1914. Varicorhinus platystomus ingår i släktet Varicorhinus och familjen karpfiskar. IUCN kategoriserar arten globalt som akut hotad. Inga underarter finns listade i Catalogue of Life.